# Primorial
Na matemática, o primorial de um número natural n maior que 1 é denotado por {\displaystyle n\#} e é definido como o produto de todos os números primos menores ou iguais a n. O primorial de 1 é definido como sendo igual à unidade.

## Exemplos
- {\displaystyle 1\#=1\,}
- {\displaystyle 2\#=2\,}
- {\displaystyle 3\#=2\cdot 3=6\,}
- {\displaystyle 4\#=2\cdot 3=6\,}
- {\displaystyle 5\#=2\cdot 3\cdot 5=30\,}
- {\displaystyle 6\#=2\cdot 3\cdot 5=30\,}
- {\displaystyle 7\#=2\cdot 3\cdot 5\cdot 7=210\,}

## Tabela de primoriais
Eis uma tabela de primoriais. Veja também (sequência A002110 na OEIS).
| p  | P(p)                                |
| -- | ----------------------------------- |
| 2  | 2                                   |
| 3  | 6                                   |
| 5  | 30                                  |
| 7  | 210                                 |
| 11 | 2310                                |
| 13 | 30030                               |
| 17 | 510510                              |
| 19 | 9699690                             |
| 23 | 223092870                           |
| 29 | 6469693230                          |
| 31 | 200560490130                        |
| 37 | 7420738134810                       |
| 41 | 304250263527210                     |
| 43 | 13082761331670030                   |
| 47 | 614889782588491410                  |
| 53 | 32589158477190044730                |
| 59 | 1922760350154212639070              |
| 61 | 117288381359406970983270            |
| 67 | 7858321551080267055879090           |
| 71 | 557940830126698960967415390         |
| 73 | 40729680599249024150621323470       |
| 79 | 3217644767340672907899084554130     |
| 83 | 267064515689275851355624017992790   |
| 89 | 23768741896345550770650537601358310 |

## Estimativa de crescimento para o primorial
Para todo {\displaystyle n\geq 1\,}, {\displaystyle n\#<4^{n}\,}
A demonstração se faz por indução matemática.
- Base:
  - {\displaystyle 1\#=1<4^{1}\,}
  - {\displaystyle 2\#=2<4^{2}\,}
- Indução
  - {\displaystyle n>2\,}, n é par:

{\displaystyle n\#=(n-1)\#<2^{n-1}<2^{n}\,}
- - {\displaystyle n>2\,}, n é ímpar, então escreve-se {\displaystyle n=2m+1\,}

{\displaystyle {\begin{aligned}4^{m}&={\frac {1}{2}}(1+1)^{2m+1}={\frac {1}{2}}\sum _{k=0}^{2m+1}{\binom {2m+1}{k}}\\&>{\frac {1}{2}}{\Biggl (}{\binom {2m+1}{m}}+{\binom {2m+1}{m+1}}{\Biggr )}={\binom {2m+1}{m}}.\end{aligned}}}
Como cada número primo p, {\displaystyle m+1<p\leq 2m+1\,} é divisor de {\displaystyle {\binom {2m+1}{m+1}}\,}, temos que:
{\displaystyle \prod _{p>m+1}^{p\leq 2m+1}p\leq {\binom {2m+1}{m}}<4^{m}.\ }
Agora, podemos estimar:
{\displaystyle n\#=(2m+1)\#=(m+1)\#\prod _{p>m+1}^{p\leq 2m+1}p<4^{m+1}4^{m}=4^{2m+1}=4^{n}.\ }
E o resultado segue.